# Mörttjärnarna (Laxsjö socken, Jämtland)
Mörttjärnarna är en sjö i Krokoms kommun i Jämtland och ingår i Indalsälvens huvudavrinningsområde.